# Gloria (inno cristiano)

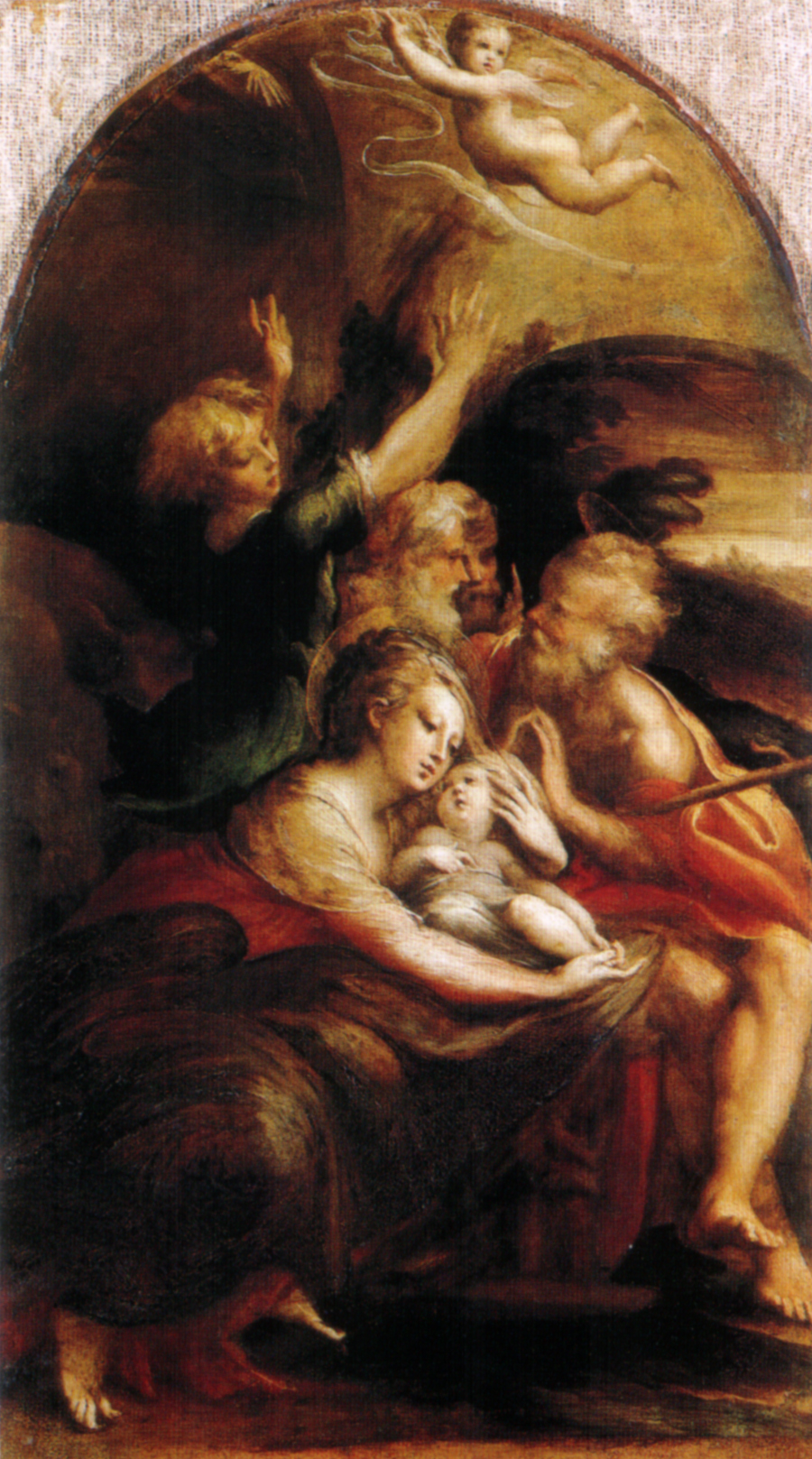
Natività con angeli del Parmigianino, 1525 circa.

Il Gloria, o Gloria a Dio nell'alto dei cieli (in latino Gloria in excelsis Deo), è un antico inno della liturgia cristiana.
È detto "dossologia maggiore", per distinguerlo dalla "dossologia minore", il Gloria al Padre, ma, come è comune nella liturgia cattolica, l'incipit dà all'inno il suo nome più noto.
È detto anche "inno angelico", "inno degli angeli", "cantico degli angeli" in relazione al canto degli angeli alla nascita di Gesù come raccontato da Luca 2,14.
La locuzione latina "excelsis" significa "nel più alto", sottintendendo "dei cieli".
Insieme al Magnificat, al Benedictus e al Nunc dimittis, e diversi altri canti dell'Antico Testamento, fu incluso nel Libro delle Odi, una raccolta liturgica presente in alcuni manoscritti della Septuaginta.

## La frase del Vangelo
La frase iniziale è l'acclamazione degli angeli festanti, per annunziare ai pastori la nascita di Gesù (Lc 2,14): «δόξα ἐν ὑψίστοις θεῷ» (dóxa en hypsístois theṓ).

## L'inno liturgico

### Analisi del testo
È un testo che, contrariamente a quanto può far pensare il carattere natalizio delle prime parole, è di carattere pasquale. È una lode a Cristo, acclamato come Signore Dio e Re, Agnello di Dio, Figlio Unigenito del Padre, santo, Altissimo. Cristo è invocato perché abbia misericordia di tutti i suoi figli.
La versione della Vulgata inizia con Gloria in altissimis Deo dove altus è in genere inteso in senso geografico e fisico, rispetto ad excelsus (superlativo di bonus), che invece indica una qualità. Tuttavia, anche il Padre nostro inizia con l'espressione che sei nei cieli, anche qui intesa in senso geografico, poiché gli antichi non avevano altro modo di esprimere la trascendenza di Dio.
Di nuovo, la Vergine Maria non è mai nominata nella preghiera. Il Gloria, come suggerisce anche il primo capoverso rivolto a Dio, è considerato un inno di adorazione e di lode alla Santissima Trinità, mediante l'invocazione successiva di Cristo.
Contiene una professione di fede in alcuni importanti punti identica al Credo niceno: Signore Gesù Cristo, unigenito figlio di Dio, [.. che fu] crocifisso, morì e fu sepolto, [...] siede alla destra del Padre, [...] il suo regno non avrà fine.
Il finale quoniam in latino classico (Cicerone e altri), ma anche medioevale, è ben distinto da quia, che indica una causalità temporale che precede l'effetto.
Al contrario, quoniam ha come primo significato dopoché, e molto più di frequente anche "siccome", "dacché", "dato che": indica una condizione speciale di un dato momento, che può essere sia occasionale, ma anche attuale in modo perfetto o sempre presente (il nunc stans), come la santità (Gesù Cristo senza peccato) e l'Unità delle Tre divine Persone in Dio (Tu solus Dominus, [..] cum Santo Spiritu, in gloria Dei Patris).

### Musica e metrica
Le strofe sono ordinate in distici, e nella comune Missa de angelis in latino può essere cantato con canone a due voci corali.
Il Gloria in excelsis Deo e il Te Deum sono detti anche "salmi idiomatici", perché presentano una struttura metrica e musicale paragonabile con quella del Salterio biblico. Sono gli unici inni fino a noi pervenuti dal tempo delle persecuzioni dei cristiani, nella loro bellezza e forma di poesia lirica.
La parte musicale non prevede note ornate da melisma o da neuma.

## Uso liturgico

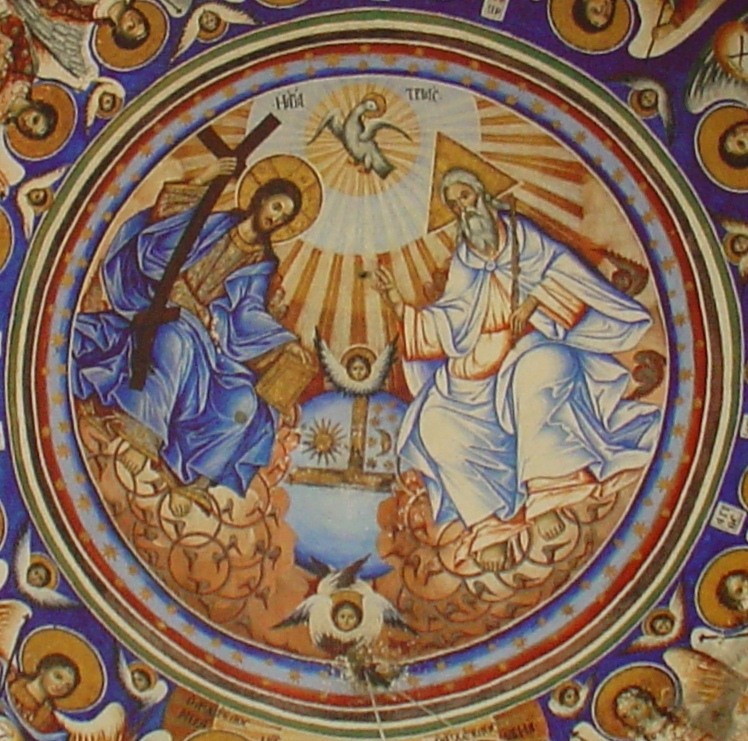
La Sacrosantissima Trinità, icona dipinta sul soffitto all'ingresso (πρόστωον) del Monastero ortodosso di Vatopedi ad Aghion Oros (Monte Athos), in Grecia

### Rito romano: Messale del 1970 e del 2002
Nel rito romano il Gloria viene recitato o cantato durante la Messa dopo il Kyrie o un altro atto penitenziale nelle domeniche fuori dell'Avvento e della Quaresima, nelle solennità e nelle feste, e in celebrazioni di particolare solennità, anche in Avvento o Quaresima.
Non si usa nelle messe dei defunti.
Il Gloria in excelsis Deo "viene iniziato dal sacerdote o, secondo l’opportunità, dal cantore o dalla schola, ma viene cantato o da tutti simultaneamente o dal popolo alternativamente con la schola, oppure dalla stessa schola. Se non lo si canta, viene recitato da tutti, o insieme o da due cori che si alternano".
Durante il Gloria in excelsis Deo i fedeli stanno in piedi, come in tutta la parte iniziale della messa fino alla conclusione dell’orazione di inizio (o colletta).

### Nel messale romano del 1962
Nel Messale Romano del 1962 e secondo il Codice delle Rubriche del Breviario e del Messale Romano del 1960, il Gloria in excelsis Deo viene detto o cantato durante la messa in tutte le feste di qualsivoglia grado e classe, nelle domeniche, durante le ottave di Natale, Pasqua e Pentecoste, nelle ferie natalizie e pasquali, nelle vigilie di Ascensione e di Pentecoste e nelle messe votive di I, II o III classe in cui i paramenti non sono violacei e nelle messe votive di IV classe se sono degli angeli o della beata vergine Maria in sabbato. Si omette, oltre che in Avvento e Quaresima, durante il Tempo di settuagesima.
Mentre pronuncia la frase iniziale, il sacerdote stende le mani davanti a sé all'altezza delle spalle, e poi le posa mentre china il capo alla pronuncia della parola Deo. Quindi continua a recitare il Gloria stando in piedi e con le mani unite; alle parole "Adoramus te", "Gratias agimus tibi", "Iesu Christe" (entrambe le volte), e "Suscipe deprecationem nostram", china il capo in direzione del crocifisso e alla fine del Gloria traccia un segno di croce grande a sufficienza..
Durante la Messa solenne, il sacerdote celebrante intona la frase iniziale, mentre il diacono e il suddiacono si trovano dietro di lui, dopodiché lo raggiungono all'altare e pronunciano con lui a bassa voce il resto dell'inno, mentre il coro prosegue nel canto. Terminata la recita del Gloria si siedono e attendono che il coro termini di cantare, ma alle parole a cui è necessario inchinarsi, il sacerdote si scopre il capo, mentre diacono e suddiacono sorgono in piedi, fanno un piccolo inchino al sacerdote e quindi si inchinano profondamente verso l'altare.

### Rito ambrosiano
Nel rito ambrosiano Gloria in excelsis Deo viene recitato o cantato durante la Messa dopo l'atto penitenziale. Quando si cantano i 12 Kyrie nella processione d'ingresso, l'atto penitenziale è omesso e l'inno è cantato subito dopo il saluto del celebrante.

### Rito bizantino
Nel rito bizantino, adottato sia dalla Chiesa ortodossa sia da alcune Chiese cattoliche orientali, l'inno è presente nel Mattutino e nella Compieta di ogni giorno, seguito da una gran quantità di versetti biblici che subiscono leggere variazioni a seconda che si tratti di un giorno feriale o festivo.
Nel mattutino della domenica e delle solennità, chiamato in greco Orthros, si pronuncia la dossologia maggiore (il Gloria in excelsis); invece, la dossologia minore o Gloria a Dio si pronuncia nel mattutino dei giorni infrasettimanali (non festivi), e per l' Apodeipnon (Compieta), e in nessun caso durante la Divina Liturgia.

### Chiesa anglicana
Nell'edizione del 1549 del Book of Common Prayer, la Chiesa d'Inghilterra era solita pronunciare il Gloria nello stesso punto previsto dal rito romano, ma da un certo tempo in poi fu spostata al termine della celebrazione, prima delle benedizione finale. Questa collocazione rimase ininterrottamente fino al XX secolo, senza essere toccata dalle revisioni del 1552 e del 1662. La versione attualmente valida, chiamata Common Worship, ha introdotto due modalità, una delle quali ripristina la collocazione iniziale della preghiera, come nel rito romano.
Il Libro delle Preghiere in uso alla Chiesa anglicana statunitense, edizione del 1928, poneva anch'esso la pronuncia del Gloria al termine del servizio eucaristico, dove già era previsto dal Book of Common Prayer del 1662.
L'edizione statunitense del 1928, come la prassi delle Chiese aderenti al Continuing Anglican movement, permette l'uso dell'inno Gloria in excelsis al posto del Gloria Patri alla fine dei salmi o dei cantici presenti nella Preghiera della Sera. Il Libro della Chiesa Episcopale, nell'edizione del 1979, stabilì la scelta fra due possibili riti:
- Rite One: collocò il Gloria all'inizio della celebrazione, dopo o anche in sostituzione del Kyrie;
- Rite Two: può essere detto in lingua moderna, e per il servizio della Santa Eucaristia prevede che ogni domenica sia pronunciato o cantato il Gloria in excelsis oppure altra preghiera idonea, tranne per i periodi di Avvento e di Quaresima.

L'inno Gloria in excelsis è frequente anche nel Servizio divino della confessione luterana, e di numerose altre confessioni cristiane.

## Il testo completo
| Latino | Italiano |
| --- | --- |
| Glória in excélsis Deo et in terra pax homínibus bonæ voluntátis. Laudámus te, benedícimus te, adorámus te, glorificámus te, grátias ágimus tibi propter magnam glóriam tuam, Dómine Deus, Rex cæléstis, Deus Pater omnípotens. Dómine Fili Unigénite, Iesu Christe, Dómine Deus, Agnus Dei, Fílius Patris, qui tollis peccáta mundi, miserére nobis; qui tollis peccáta mundi, súscipe deprecatiónem nostram. Qui sedes ad déxteram Patris, miserére nobis. Quóniam tu solus Sanctus, tu solus Dóminus, tu solus Altíssimus, Iesu Christe, cum Sancto Spíritu: in glória Dei Patris. Amen. | Gloria a Dio nell'alto dei cieli e pace in terra agli uomini amati dal Signore. Noi ti lodiamo, ti benediciamo, ti adoriamo, ti glorifichiamo, ti rendiamo grazie per la tua gloria immensa, Signore Dio, Re del cielo, Dio Padre onnipotente. Signore, Figlio unigenito, Gesù Cristo, Signore Dio, Agnello di Dio, Figlio del Padre; tu che togli i peccati del mondo, abbi pietà di noi; tu che togli i peccati del mondo, accogli la nostra supplica; tu che siedi alla destra del Padre, abbi pietà di noi. Perché tu solo il Santo, tu solo il Signore, tu solo l'Altissimo: Gesù Cristo, con lo Spirito Santo: nella gloria di Dio Padre. Amen. |

Testo greco nella liturgia ortodossa (Orthron) 
Δόξα Σοι τῷ δείξαντι τὸ φῶς.
Δόξα ἐν ὑψίστοις Θεῷ καὶ ἐπὶ γῆς εἰρήνη ἐν ἀνθρώποις εὐδοκία.
Ὑμνοῦμέν σε, εὐλογοῦμέν σε, προσκυνοῦμέν σε, δοξολογοῦμέν σε, εὐχαριστοῦμέν σοι, διὰ τὴν μεγάλην σου δόξαν.
Κύριε Βασιλεῦ, ἐπουράνιε Θεέ, Πάτερ παντοκράτορ, Κύριε Υἱὲ μονογενές, Ἰησοῦ Χριστέ, καὶ Ἅγιον Πνεῦμα.
Κύριε ὁ Θεός, ὁ ἀμνὸς τοῦ Θεοῦ, ὁ Υἱός τοῦ Πατρός, ὁ αἴρων τὴν ἁμαρτίαν τοῦ κόσμου, ἐλέησον ἡμᾶς, ὁ αἴρων τὰς ἁμαρτίας τοῦ κόσμου.
Πρόσδεξαι τὴν δέησιν ἡμῶν, ὁ καθήμενος ἐν δεξιᾷ τοῦ Πατρός, καὶ ἐλέησον ἡμᾶς.
Ὅτι σὺ εἶ μόνος Ἅγιος, σὺ εἶ μόνος Κύριος, Ἰησοῦς Χριστός, εἰς δόξαν Θεοῦ Πατρός. Ἀμήν.
Καθ' ἑκάστην ἡμέραν εὐλογήσω σε, καὶ αἰνέσω τὸ ὄνομά σου εἰς τὸν αἰῶνα καὶ εἰς τὸν αἰῶνα τοῦ αἰῶνος.
Traslitterazione
Doxa Soi tō dexainti to phōs.
Doxa en ʿypsistois theō kai epì gēs ʿeirēnē en anthrōpois eudokia.
ʿYmnoumen se, eulogoumen se, proskynoumen se, doxologoumen se, eucharistoumen soi, dia tēn megalēn sou doxan.
Kyrie Basileu, epouranie thee, Patēr pantokrator, Kurie 'Yie monogenes, Iēsou Christe, kai ʿAgion Pneuma.
Kyrie ʿo Theos, ʿo amnos tou Theou, ʿo ʿYios tou Patros, ʿo airōn tēn amartian tou kosmou, ʿeleēson ʿēmas, ʿo airōn tas amartias tou kosmou.
Prosdexai tēn deēsin ēmōn, ʿo kathēmenos en dexia tou Patros, kai eleēson ʿēmas.
ʿOti sy ei monos ʿAgios, ʿOti sy 'ei monos Kyrios, Iēsous Christos, eis doxan Theou Patros. 'Amēn.
Kath' ʿekastēn ʿēmeran 'eulogesō se, kai ainēsō to 'onoma sou 'eis ton 'aiōna kai 'eis ton 'aiōna tou 'aiōnos.

## Storia
Il suo uso risale per lo meno al III secolo, ma secondo Probst al I.
Il liber pontificalis dice che «Telesforo, papa dal 128 a circa il 139, ordinò che il giorno della nascita del Signore si celebrassero messe di notte e che si recitasse l'inno angelico, cioè il Gloria in excelsis Deo, prima del sacrificio». Dice anche che «papa Simmaco (498-514) ordinò che l'inno Gloria in excelsis fosse recitato ogni domenica e nelle feste natalizie dei martiri».
Inizialmente il Gloria si recitava, come ora, dopo l'introito e il Kyrie, ma solo da parte del vescovo. Si può notare che il Gloria entra nella liturgia natalizia, che è la festa a cui appartiene in maniera propria, e che solo in un secondo momento si estende alle domeniche e a certe grandi feste, ma solo per i vescovi. L'Ordo romanus I dice che quando il Kyrie è finito, «il pontefice, rivolto verso la gente, comincia il Gloria in excelsis, se è il tempo appropriato» (si tempus fuerit), e nota in maniera speciale che i preti potevano recitarlo solo a Pasqua. L'Ordo di santa Amanda concede loro ciò solo la vigilia di Pasqua e il giorno della loro ordinazione.
Si conosce il testo latino antico, ma esisteva precedentemente in greco. La tradizione vuole che fosse tradotto in latino da sant'Ilario di Poitiers (morto nel 366). Ilario avrebbe imparato l'inno durante il suo esilio in Oriente (360). In tutti i modi, la versione latina è diversa dalla versione greca attuale. Si corrispondono fin verso il fondo del testo latino, che tuttavia aggiunge Tu solus altissimus e Cum sancto Spiritu. Il greco poi continua: «Ogni giorno ti benedirò e glorificherò il tuo nome per sempre, nei secoli dei secoli», e continua con altri dieci versi, principalmente con espressioni tratte dai salmi, per terminare con il Trisagion e con il Gloria al Padre.
Appare in una forma leggermente diversa nelle Costituzioni apostoliche (VII,47) all'inizio di una "preghiera del mattino", e ha un sapore subordinazionista.
Una forma molto simile si trova nel Codex Alexandrinus (V secolo) e nello Pseudo-Atanasio, de Virginitate (prima del IV secolo), §20.
Esteso ulteriormente e senza più tracce di subordinazionismo, viene cantato nel rito bizantino nella preghiera dell'Orthros (mattutino). In questa forma ha più versi che in latino, e finisce con il Trisagion.
Il sacramentario gregoriano e il Liber de exordiis di Walafrid Strabo ribadiscono la stessa cosa. Berno di Costanza la ritiene un torto ancora nel secolo XI.
Ma verso la fine dello stesso secolo il Gloria era recitato dai preti così come dai vescovi. Il Micrologus dello stesso Berno di Costanza (1048) ci dice che «in tutte le feste che hanno un ufficio completo, eccetto in Avvento e in settuagesima, e nella festa dei Santi Innocenti sia il prete che il vescovo recitano il Gloria in excelsis» (c. II).
In seguito divenne, com'è adesso, parte fissa di ogni messa eccetto nei tempo penitenziali. Veniva recitato anche in Avvento, per lo meno fino a che l'Avvento non cominciò ad essere considerato un tempo penitenziale.
Al tempo di Amalario di Metz (IX secolo) era recitato in Avvento «in qualche posto». Ciò si applicherebbe, naturalmente, alle messe celebrate dal vescovo, nelle domeniche e nelle feste. Così si esprime anche Onorio di Autun (1145), nel XII secolo. Nella Roma della fine di quel secolo, in avvento si usavano paramenti bianchi e si recitava il Gloria. In seguito, l'Avvento venne gradualmente considerato un tempo di penitenza a imitazione della Quaresima. E quindi il Te Deum e il Gloria furono abbandonati, e si introdusse l'uso dei paramenti violacei.
L'Enchiridion indulgentiarum concede l'indulgenza per tale preghiera.